# Cetomimoides parri
Cetomimoides parri is een straalvinnige vissensoort uit de familie van langneuzen (Megalomycteridae). De wetenschappelijke naam van de soort is voor het eerst geldig gepubliceerd in 1955 door Koefoed.